# Illes Eòlies
Les illes Eòlies o illes Lipari (en italià Isole Eolie o Isole Lipari) són un arxipèlag de set illes al nord de Sicília, d'origen volcànic, situat a la mar Tirrena, pertanyents a la província de Messina. Estan inscrites a la llista del Patrimoni de la Humanitat de la UNESCO des del 2000.
Tenen dos volcans actius, Vulcano i Stromboli, a més de diversos fenòmens de vulcanisme secundari. Administrativament, es divideixen en quatre municipis: Lipari (que agrupa l'illa homònima, la principal i més poblada, més les adjacents de Vulcano, Filicudi, Alicudi, Panarea i Stromboli), Santa Marina, Malfa i Leni (aquests tres a l'illa de Salina).
Destinació turística cada vegada més popular, les illes atreuen 200.000 visitants l'any.
El 2000, la UNESCO les va designar Patrimoni de la Humanitat pels seus fenòmens volcànics. Pot revocar el nomenament a causa de la construcció prevista d'un nou gran port esportiu a Lipari. Alhora, però, la recent creació d'un Parc Nacional de les Illes Eòlies podria anul·lar el projecte de port.

## Etimologia
Les illes prenen el nom del déu grec Èol, rei dels vents. Segons la mitologia grega, Èol va donar-los el seu nom, gràcies a la seva reputació de domador del vent. Vivia a Lipari i podia predir el clima observant la forma dels núvols de fum que sortien d'un volcà actiu, probablement l'Stromboli. Aquesta capacitat era crucial per als illencs, en la seva majoria pescadors.Per això, Èol es va fer molt popular a l'arxipèlag. Segons una teoria, a partir d'aquests fets que el que devia ser un simple príncep grec, capaç de predir el temps en els núvols, va alimentar el mite del déu Èol, capaç de controlar el temps.

## Història
Vegeu també Història de Lipari.
Els primers assentaments humans corresponen al Neolític, alguns segles abans del 4000 aC. Sense dubte, els pobles prehistòrics estaven atrets per la presència de grans quantitats d'obsidiana, mineral d'origen volcànic, i les Eòlies eren al centre de les rutes comercials des dels temps de l'antiga Roma. Aquest mineral era molt cobejat, ja que era el més incisiu de què es disposava aleshores, i va generar un comerç tan intens que va aportar gran prosperitat a les illes. L'obsidiana de Lipari s'exportava en grans quantitats a Sicília, al sud d'Itàlia, la Ligúria, la Provença i Dalmàcia. Lipari va esdevenir un dels indrets més poblats de la Mediterrània. A partir del 3000 aC, la seva riquesa s'estén a les altres sis illes, que també es van començar a poblar. Entre els segles XIV i XVI aC, les illes foren importants perquè eren al mig de la ruta comercial dels metalls, en particular l'estany, que arribava per mar des de la llunyana Britànnia i transitava per l'estret de Messina en la seva ruta cap a orient. Mentre a Sicília s'aferma la cultura de Castelluccio, a Capo Graziano, a l'illa de Filicudi, però també a la de Lipari, s'estén l'anomenada cultura eòlica, que es caracteritza més pel comerç que per l'agricultura, amb les seves barraques circulars amb parets de pedra a tocar del mar i la seva pròpia ceràmica. Els grecs van colonitzar aquestes illes al voltant del 580 aC, i les anomenaren Eòlies, ja que les consideraven el lloc de residència del déu dels vents, Èol, un mite destinat a reafirmar el caràcter hel·lènic de l'arxipèlag.

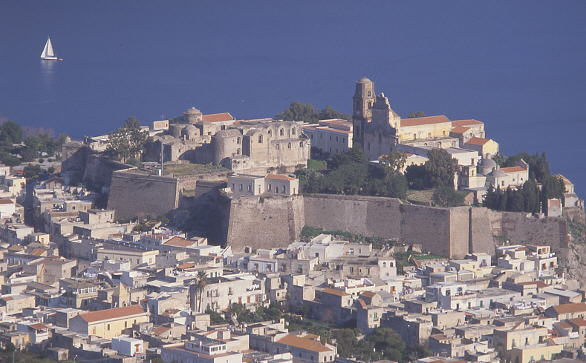
El turó del Castello, a Lipari.

L'any 260, foren escenari de la batalla de les Illes Eòlies entre Roma i Cartago. En l'època dels romans, es van convertir en centre del comerç de sofre, alum i sal.
L'historiador bíblic Flavi Josep esmenta una població potser relacionada amb les Eòlies: «Elisa va donar el nom als eliseus, que ara són els eolis». Elisa es referia a Elixà, el net de Jàfet, fill de Noè.
El 1544, quan l'emperador Carles va declarar la guerra a França, el rei francès Francesc I va demanar ajut al soldà otomà Solimà el Magnífic. Aquest va enviar una flota comandada per Khair ad-Din, Barba-rossa, que va assolar les illes Eòlies i en va assassinar i deportar els habitants. Segons el seu pla, les Eòlies havien de ser el lloc des del qual atacar Nàpols.
Al llarg dels segles, l'arxipèlag va ser repoblat de nou per comunitats hispàniques, sicilianes i de la resta d'Itàlia. En època borbònica, Vulcano va ser utilitzada com a colònia penal per a l'extracció forçosa de sofre i alum.

## Geografia
Les Eòlies són un arxipèlag compost de set illes, a més de diversos illots i roques que afloren del mar. Les set illes estan, disposades en forma de Y horitzontal, davant la costa nord de Sicília, des d'on es poden veure quan hi ha bones condicions meteorològiques.
Les set illes són (entre parèntesis el nom clàssic): 
1. Alicudi (Erikussa)
2. Filicudi (Phoinikussa)
3. Lipari (Lipara)
4. Panarea (Euonymos)
5. Salina (Didyme)
6. Stromboli (Strongyle)
7. Vulcano (Hiera)

## Geologia
Les illes Eòlies són un sistema volcànic determinat per la subducció de la litosfera oceànica sota la part continental, que en determina la fusió amb l'alliberament de magma, el qual, quan arriba a la superfície, forma un arc insular, l'arc Eòlic, de 200 km de llarg i compost, a més de les set illes volcàniques, de diversos turons submarins (Alcione, Lametini, Palinuro, Glabro, Marsili, Sisifo, Eolo, Enarete).

## Cultura
L'arxipèlag sempre ha fascinat els viatgers que l'han visitat. Entre les expressions clàssiques d'aquesta fascinació, es pot citar la impressionant obra en vuit volums Die Liparischen Inseln de l'arxiduc Lluís Salvador (1893-1896). Entre els viatgers més recents, es pot recordar Caccia alla luna, d'Antonio Saltini (1990), la història d'una nit de pesca entre Lipari i Vulcano.

## Vincles amb el continent
S'hi pot arribar per ferri o hidroavió des de Messina, Milazzo, Palerm, Sant'Agata di Militello, Reggio de Calàbria i Nàpols. També s'hi pot anar amb helicòpter, sota demanda, des de l'aeroport de Reggio, i també des del de Catània.